# Billy Connolly's Route 66
Billy Connolly's Route 66 is een Britse reisdocumentaire over U.S. Route 66 gepresenteerd door de Brit Billy Connolly. De serie bestaat uit vier afleveringen, waarbij Billy Connolly op een trike de historische route aflegt en onderweg allerlei bekende en onbekende plaatsen in de Verenigde Staten bezoekt.
Billy Connolly's Route 66 is opgenomen in de periode april tot en met juni 2011, waarbij Billy Connolly 4004 kilometer heeft afgelegd. Tijdens de opnames voor aflevering drie was Billy Connolly betrokken bij een verkeersongeval, nadat de beveiliging van zijn cruisecontrol niet meer werkte en niet kon remmen. De opnames moesten toen een week worden gestaakt, omdat Billy Connolly een kniewond en een ribfractuur eraan had overgehouden.

## Verhaal
In de eerste aflevering bezoekt Billy de stad Chicago waar Route 66 start. Onder meer het uitzicht van boven op de Willis Tower komt aan bod, maar ook gospel in de historische Quinn Chapel of waar er toch gedronken kon worden tijdens de drooglegging door de bevoorradingslijnen van Al Capone. Via Route 66 bezoekt Connolly de amish in Arthur en rijdt hij langs Joplin, een stad getroffen door een tornado. Ook stopt hij even aan de woonbus van Bob Waldmire, een kunstenaar die voor zijn overlijden in 2009 langs de historische route actief was. 
In de tweede aflevering reist hij naar St. Louis waar hij de Gateway Arch verkent. Alvorens de stad te verlaten gaat hij ook eten in Sweetie Pie's, een restaurant met soul food opgericht door en met de kookkunsten van Robbie Montgomery, een van de oorspronkelijke leden van The Ikettes. Hij wordt ook ontvangen door het gezin Sanazaro, die op kalkoenen jagen in de omgeving van hun ranch in Cuba, waarna hij zijn reis naar Oklahoma City vervolgt en het monument van de bomaanslag op het Alfred P. Murrah Federal Building bezoekt. 
In de derde aflevering gaat de route verder door de staat Texas waar hij in de Cadillac Ranch in Amarillo merkt dat de eigenaar een boodschap voor hem heeft gespoten op de opstelling van Cadillacs, een afspraak heeft met de allerlaatste inwoonster van de ghost town Glenrio en het Devil's Rope prikkeldraadmuseum in McLean bezoekt. Ook spreekt Billy twee personen die voor Project Y meegeholpen hebben bij het maken van een atoombom in Los Alamos. Tot slot woont Billy een rodeowedstrijd bij in Arizona en wijkt hij circa 200 kilometer van de route af om Monument Valley te bezoeken waar hij door een medicijnman (zonder succes) behandeld wordt voor zijn ribfractuur. De ceremonie verloopt niet helemaal soepel, want halverwege de ceremonie gaat de medicijnman zijn mobiele telefoon af. 
In de slotaflevering bezoekt Billy de Barringerkrater, waarna hij per stoomtrein de Grand Canyon bezoekt. Hij overnacht ondergronds in een hotelkamer ingericht in een grot in de Grand Canyon Caverns in de buurt van Seligman. Vervolgens bezoekt hij een verblijf voor exotische dieren en een winkeleigenaar die Route 66 in 'leven' wil houden en daardoor in het verleden in botsing is gekomen met de overheid. In de slotscène komt Connolly met zijn trike aan bij Santa Monica Pier even voorbij Los Angeles waar Route 66 eindigt.

## Uitzendingen
| Land                | Zender | Eerste aflevering | Laatste aflevering |
| ------------------- | ------ | ----------------- | ------------------ |
| Verenigd Koninkrijk | ITV1   | 15 september 2011 | 6 oktober 2011     |
| België              | Eén    | 8 april 2012      | 29 april 2012      |